# I magnifici sette
I magnifici sette (The Magnificent Seven) è un film western del 1960 diretto da John Sturges e interpretato, tra gli altri, da Yul Brynner, Eli Wallach, Steve McQueen, Charles Bronson, Robert Vaughn
e James Coburn.
Liberamente ispirato al film di Akira Kurosawa I sette samurai, cui Sturges rende omaggio, il film ripropone in chiave di lettura della frontiera americana del XIX secolo, i temi dell'onore, dell'amicizia virile e del rifiuto di fronte all'ingiustizia che già Kurosawa aveva affrontato nel suo film di sei anni prima, ambientato nel Giappone del periodo Sengoku.
Nel 2013 è stato scelto per essere conservato nel National Film Registry della Biblioteca del Congresso degli Stati Uniti d'America.

## Trama
Una banda di fuorilegge guidati da Calvera fa periodicamente irruzione in un povero villaggio messicano alla ricerca di cibo e rifornimenti. Dopo l'ultimo raid, durante il quale Calvera uccide un abitante, i capi decidono di averne avuto abbastanza. Su consiglio dell'anziano, decidono di reagire. Prendendo i loro pochi oggetti di valore, tre abitanti si recano in una città appena oltre il confine con gli Stati Uniti sperando di riuscire a comprare armi. Rimangono impressionati da Chris Adams, un veterano pistolero, e lo contattano per un consiglio. Chris suggerisce invece di assumere pistoleri per difendere il villaggio, poiché "gli uomini costano assai meno dei fucili". All'inizio Chris accetta solo di aiutarli a reclutare uomini, ma poi decide di guidare il gruppo. Nonostante la magra paga offerta, trova cinque pistoleri disponibili.
Gli altri cinque uomini armati sono Vin Tanner, che ha perduto tutti i suoi soldi ai dadi ma non accetta di farsi assumere come commesso di negozio; un amico di Chris, Harry Luck, che presume che Chris stia nascondendo una ricompensa molto più grande per il lavoro; l'irlandese-messicano Bernardo O'Reilly, completamente al verde e ridotto a spaccare legna; Britt, un esperto sia di coltello che di pistola che si unisce al gruppo soltanto per il gusto della sfida; e l'elegante pistolero in fuga Lee, afflitto da incubi di nemici caduti e ossessionato dal fatto di aver perso il coraggio per battersi. Sulla strada per il villaggio vengono seguiti dalla testa calda Chico, un aspirante pistolero i cui precedenti tentativi di unirsi a Chris erano stati respinti. Impressionato dalla sua tenacia, Chris lo accetta nel gruppo, che ora è composto di sette uomini.
Arrivati al villaggio, lavorano con gli abitanti del villaggio per costruire fortificazioni e addestrarli a difendersi. Notano la mancanza di donne nel villaggio fino a quando Chico si imbatte in Petra e scopre che le donne erano nascoste per paura che i pistoleri le violentassero. I sette iniziano a legare con gli abitanti del villaggio e Petra è attratta da Chico. Quando Bernardo fa notare che a loro viene dato il cibo migliore, i pistoleri lo condividono con i bambini del villaggio.
Calvera invia tre dei suoi uomini in ricognizione intorno al villaggio; a causa di un errore di Chico, i sette sono costretti ad ucciderli tutti e tre piuttosto che catturarne almeno uno. Qualche giorno dopo giungono in forze Calvera e la sua banda. I sette e gli abitanti del villaggio uccidono otto banditi in una sparatoria e cacciano via tutti gli altri. Gli abitanti del villaggio festeggiano, credendo che Calvera non tornerà. Ma Chico si infiltra nell'accampamento dei banditi e scopre che Calvera dovrà tornare, poiché i suoi uomini sono a corto di cibo.
Alcuni timorosi abitanti del villaggio chiedono quindi ai pistoleri di andarsene. Anche alcuni dei sette vacillano, ma Chris insiste perché rimangano, minacciando persino di uccidere chiunque suggerisca di rinunciare alla lotta. I sette escono per fare un'incursione a sorpresa nel campo di Calvera, ma lo trovano abbandonato. Tornando al villaggio, vengono catturati da Calvera e dai suoi uomini, che si sono accordati con alcuni abitanti del villaggio per intrufolarsi e prendere il controllo. Calvera risparmia la vita dei sette, credendo che abbiano capito che non vale la pena combattere per dei semplici contadini e temendo rappresaglie da parte degli "amici" dei pistoleri oltre confine. Preparandosi a partire, Chris e Vin ammettono di essersi affezionati al villaggio. Anche Bernardo si arrabbia quando i ragazzi con cui ha stretto amicizia chiamano codardi i loro genitori. Chico dichiara di odiare gli abitanti del villaggio; quando Chris gli fa notare che anche lui è cresciuto come contadino, Chico risponde con rabbia che sono stati uomini come Calvera e Chris che hanno reso gli abitanti del villaggio quello che sono.
I sette pistoleri vengono scortati dai banditi a una certa distanza dal villaggio, dove vengono restituite loro le armi. Discutono della loro prossima mossa e tutti tranne Harry, che crede che lo sforzo sarà inutile e suicida, accettano di tornare a combattere. I pistoleri si infiltrano nel villaggio, dove scoppia uno scontro a fuoco. Harry, che ha cambiato idea, torna in tempo per salvare la vita di Chris, ma viene colpito a morte. Harry supplica di sapere per cosa stavano combattendo, e Chris mente su una miniera d'oro nascosta per far credere a Harry che sia morto per una fortuna; Harry sorride prima di morire. Lee trova il coraggio di irrompere in una casa dove sono detenuti diversi abitanti del villaggio, sparando ai loro rapitori e liberando i prigionieri perché si uniscano alla lotta, ma viene ucciso mentre lascia la casa. Bernardo, colpito nel proteggere i ragazzi con cui ha stretto amicizia, mentre muore dice loro di guardare quanto coraggiosamente hanno combattuto i loro padri. Britt dopo aver sparato a molti banditi muore esponendosi troppo al fuoco nemico. Chris spara a Calvera, che gli chiede "Sei tornato... in un posto come questo? Perché? Un uomo come te? Perché?" e muore senza ricevere risposta. I restanti banditi si danno alla fuga.
Lasciando il villaggio, i tre pistoleri sopravvissuti si fermano in cima a una collina: e Chico, rendendosi conto che vuole restare con Petra, ritorna indietro. Chris e Vin salutano l'anziano del villaggio, che dice loro che solo gli abitanti del villaggio hanno davvero vinto, mentre i pistoleri sono "come il vento, che soffia sulla terra e se ne va". Mentre passano davanti alle tombe dei loro compagni caduti, Chris ammette: "Il vecchio ha ragione: i contadini hanno vinto, noi no. Noi perdiamo sempre."

## Seguiti
Il film ebbe tre sequel:
- 1966 - Il ritorno dei magnifici sette
- 1969 - Le pistole dei magnifici sette
- 1972 - I magnifici sette cavalcano ancora

Dal film sono stati inoltre tratti la serie televisiva I magnifici sette (1998-2000) e una sorta di remake fantascientifico, I magnifici sette nello spazio (1980). In entrambe le produzioni compare ancora Robert Vaughn.

## Remake
Nel maggio 2012 si diffonde la notizia di un remake del film prodotto dalla MGM che vuole affidare il ruolo del protagonista a Tom Cruise. Nel dicembre 2013, il copione dello sceneggiatore Nic Pizzolatto viene sottoposto ad una seconda stesura da parte di John Lee Hancock e Cruise abbandona il progetto. Nel marzo 2015 arriva la notizia che Ethan Hawke, Chris Pratt e Denzel Washington saranno tra i protagonisti e che il film sarà diretto da Antoine Fuqua. Al cast, che comprende anche Haley Bennett, si aggiungono poi Vincent D'Onofrio e Matt Bomer. Peter Sarsgaard sarà l'infido barone Bartholomew Bogue. Il film esce nelle sale americane il 23 settembre 2016.